# District de Minamikawachi
Le district de Minamikawachi (南河内郡, Minamikawachi-gun, très souvent orthographié « Minami-Kawachi ») est un district de la préfecture d'Osaka au Japon.
Lors du recensement de 2000, sa population était estimée à 76 117 habitants pour une superficie de 90 km2 (réestimé depuis à 37 461 personnes pour 77 km2 en août 2010).
Faisant auparavant partie de l'ancienne province de Kawachi, l'histoire du district de Minamikawachi remonte au Japon primitif. De nombreux vestiges nous sont ainsi parvenus et, en premier lieu, des kofuns et des haniwa remarquables,. Puis, ce sont temples et châteaux qui y sont bâtis, en particulier le château de Chihaya au XIVe siècle, exemple classique de l'architecture militaire sous l'époque Nanboku-chō. À la fin de l'époque Kamakura, Kusunoki Masashige, célèbre chef militaire, y commence son ascension vers le sommet en remportant la bataille de Chihayaakasaka.
Légèrement en retrait du littoral, la géographie du district est plutôt montagneuse, y abritant notamment le mont Kongō, plus haut sommet de la préfecture (1 125 m d'altitude).

## Communes du district

### Communes actuelles
- Chihayaakasaka
- Kanan
- Taishi

### Anciennes communes
- Mihara (1956-2005)